# 霧島市立日当山小学校
霧島市立日当山小学校（きりしましりつ ひなたやましょうがっこう）は、鹿児島県霧島市隼人町東郷にある市立の小学校。

## 概要
霧島市隼人町の北東部に位置する小学校である。

## 沿革
- 1968年（昭和43年） -  旧 隼人町立日当山小学校、隼人町立姫城小学校、隼人町立松永小学校が統合し、隼人町立日当山小学校となる。
- 2005年（平成17年） - 国分市と姶良郡6町の新設合併に伴い、霧島市立日当山小学校と改称。